# Haus Allee 72 (Heilbronn)
Das Haus Allee 72  in Heilbronn war das von den Architekten Emil Beutinger und Adolf Steiner erbaute Gebäude der Ortskrankenkasse Heilbronn. Es zählte zu den Prachtbauten an der Heilbronner Allee in der Zeit vor dem Ersten Weltkrieg. An seiner Stelle wurde in der Nachkriegszeit ein von Rudolf Gabel geplanter Verwaltungsbau der AOK errichtet.

## 1. Gebäude: Emil Beutinger und Adolf Steiner (1913)
Das Gebäude der Ortskrankenkasse wurde an der Allee 72, Ecke Allee / Turmstraße, im Juli 1913 von den Heilbronner Architekten Emil Beutinger und Adolf Steiner als „veritabel-modernes“ Haus gebaut. Nach der Zerstörung beim Luftangriff auf Heilbronn wurde seine Ruine am 20. April 1951 niedergelegt.

## 2. Gebäude: Rudolf Gabel (1951)

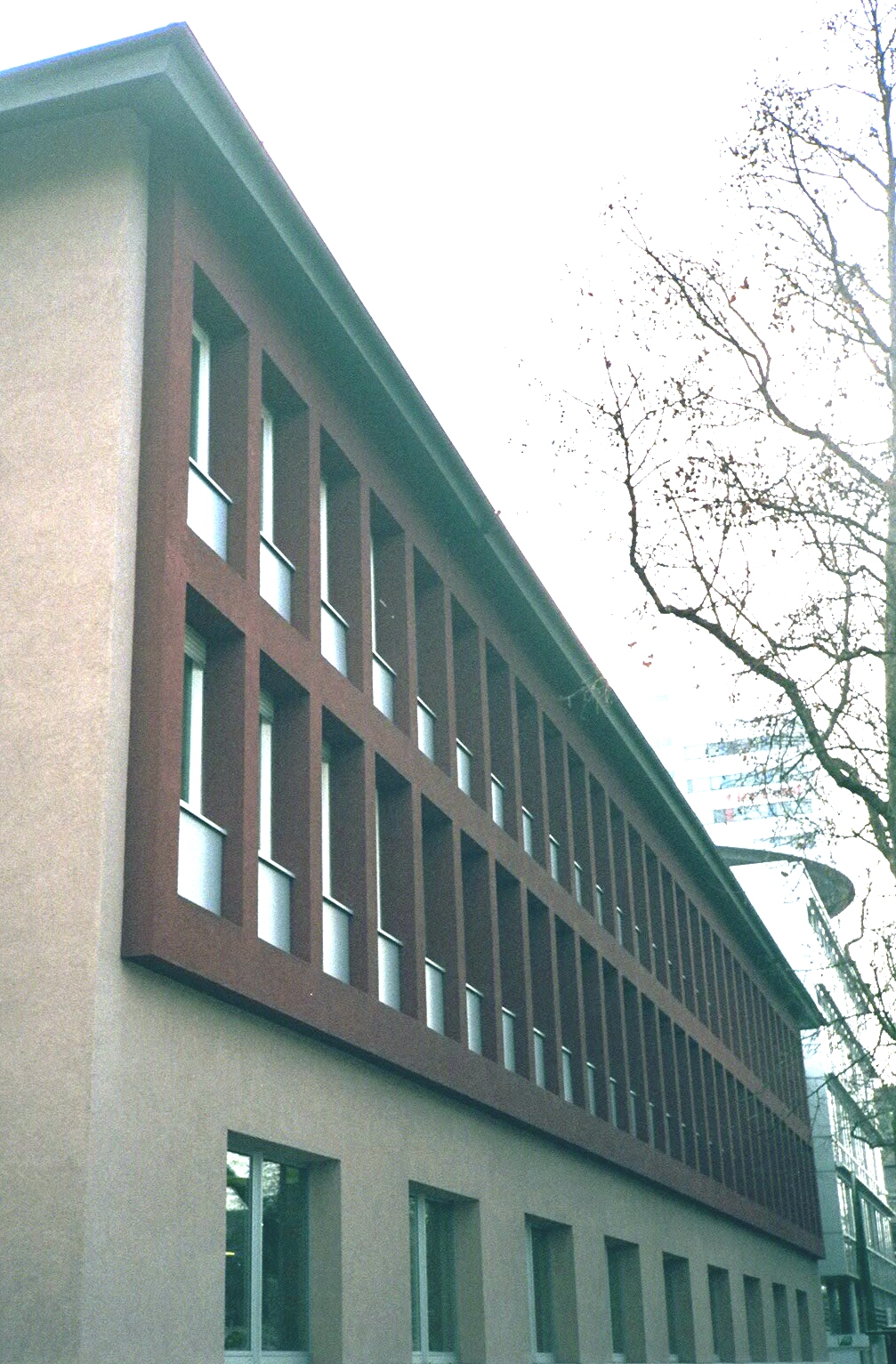
Das Haus Allee 72-70 heute

Das neue Verwaltungsgebäude der AOK wurde nach Plänen von Rudolf Gabel gebaut, wobei auch das benachbarte Areal des Gesellschaftshaus des Liederkranzes mit überbaut wurde. Das in den Jahren 1951/1952 errichtete Gebäude wurde als „Verwaltungsgebäude mit starkem Publikums-Verkehr“ bezeichnet. Es galt als „Kulturwerk ersten Ranges“ (Reg.-Dir. Bretz).

### Äußeres
Der Bau hatte seinen Drehpunkt in der Ecke Allee und Turmstraße durch einen an der Nordwestecke befindlichen zurückgezogenen Haupteingang mit einer geräumigen Eingangshalle an der Nordseite. In der Ecke des Baus befindet sich eine mit Mosaik bezogene Säule.
Die Fassade auf der Westseite zur Allee hat eine Stahlbetonkonstruktion mit Sichtbetonraster und wird bestimmt durch eine Symmetrie der Fenster und Geschosse – Eine „wohldurchdachte Symmetrie der Fensteranordnung“ mit „stark betonter Kassette“. Durch die Kassettierung der Fassade entstand eine „starke Bewegung“ im Baukörper. Während die Geschosse in einem hellen Ton betont wurden, waren die Brüstungen mit einem dunkelgrünen Farbgebung abgesetzt worden.

### Schalterhalle
Den Kern des Gebäudes bildet die im Erdgeschoss befindliche große Schalterhalle, der verschiedene Büroräume an den beiden Längsseiten vorgelagert waren. Diese war 27 m lang, 15 m breit und 4,5 m hoch. Es war damals die größte Schalterhalle die Heilbronn erhalten hatte. Besonderen Wert wurde auf die Farbgebung gelegt. Ein Verputz in hellumbra gab dem Raum Tiefe, kontrastiert durch den „satten braunroten Farbton“ der Türen. Während die Schalter mit grauem Wallenfelser Kalkstein versetzt wurden, wurde der Boden mit grauen Steinzeugplatten verlegt. In der Decke der Halle befand sich bei der Fertigstellung ein großes Oberlicht, über dem sich eine sehr leichte Stahlbinderdecke aus Glas befand.

### Künstlerischer Schmuck
In der Schalterhalle befand sich ein Wandbild des Malers P.J. Schober, das die Lebensalter versinnbildlichen soll. Es ist ein reines Wandgemälde mit sehr gedämpften Farbei, wobei grau, blau und braune Töne dominieren. Das Bild zeigt die Typen der Mütterlichkeit, der Jugend, des Mannes und des Greises. So werden dort spielende Kinder, ein Jüngling mit Geige, ein junges Mädchen mit einer Blume in der Hand, einen Mann der ein Pferd führt, eine Frau mit Säugling und ein Greis im Weinberg gezeigt. Die Figuren wurden durch die friesartig angedeutete Erde zusammengehalten. In der linken Gruppe befand sich die Figur einer Mutter mit Kind vor einem Hintergrund aus blauem bauschigen Tuch.
In der Eingangshalle befand sich ein Sgraffito-Relief mit zwei mosaikbesetzten Säulen. In dem Relief wurde das helfende Element in der Gruppe zweier Frauen versinnbildlicht. Eine der beiden Frauen ist erschöpft, die andere reicht ihr helfend Wasser aus einer Quelle.

## 3. Gebäude: Roland Kinderlen (1996)
1996 wurde nach Plänen von Roland Kinderlen an den Altbau der 1950er Jahre ein Neubau hinzugefügt. Es steht mit zwei Ansichtsseiten an der Kreuzung. Der Bau besteht aus einer Kombination von Beton, Aluminium und Glas und wird von einer scheibenförmigen Platte mit einer verglasten Aussichtsterrasse bekrönt.